# جيم سميث (سياسي كندي)
جيم سميث هو سياسي كندي، ولد في 25 مايو 1935 في كندا. حزبياً، نشط في الحزب الليبرالي في نوفا سكوشا ‏.